# Guia temàtica de recursos
Una guia temàtica de recursos (en anglès, pathfinder o topical guide) és una llista de referències i recursos bibliogràfics recomanats per a la introducció en la formació o investigació en una disciplina que pot tenir format electrònic o imprès.
Originàriament les referències de les guies temàtiques remetien a recursos que es trobaven a la biblioteca de la institució que les oferia. Amb l'explosió d'informació que suposà internet i l'accés obert a molts recursos de qualitat es va fer palesa la necessitat d'ajudar l'usuari en les seves necessitats informatives. En aquest sentit han anat esdevenint guies per trobar recursos sobre un tema a la Biblioteca corresponent en particular i a la xarxa en general.

## Elaboració
Per a l'elaboració de les guies temàtiques es segueixen diverses fasesː
1. Identificació, avaluació i selecció de recursos. En les guies temàtiques s'inclouen tots els recursos d'utilitat per a l'usuari. Una vegada seleccionats, hauran de ser avaluats segons la seva adequació i qualitat. Aquesta avaluació ha de tenir en compte aspectes com el públic al que es dirigeix, la seva autoria i actualització. S'analitzarà el contingut, el disseny, la facilitat d'accés, la cerca i la recuperació d'informació, etc.
2. Redacció de continguts. L'estructura formal i de continguts de cada una de les pàgines seguirà el Llibre d'estil de la institució que realitza la guia.
3. Actualització i manteniment. Les guies temàtiques, com tot lloc web, estarà en una constant actualització basada en la retroalimentació dels usuaris, de manera que respongui a les seves preguntes i qüestions, sent capaç d'anar incorporant aquells nous recursos que es necessitin. La participació activa dels usuaris ha d'afavorir el manteniment de la guia, però tanmateix aquest s'haurà d'assegurar per revisions periòdiques dels enllaços per tal de detectar els trencats i altres possibles errors,[6]